# Saint-Julien-Mont-Denis
Pour les articles homonymes, voir Saint-Julien.
Saint-Julien-Mont-Denis est une commune française située dans la vallée de la Maurienne, dans le département de la Savoie, en région Auvergne-Rhône-Alpes.

## Géographie

### Situation
Saint-Julien-Mont-Denis est située vers le milieu de la vallée de la Maurienne, à quelques kilomètres en amont de Saint-Jean-de-Maurienne, à l'adret. Le centre du village de Saint-Julien-Mont-Denis est situé au pied de la plus haute falaise calcaire d'Europe. La montagne qui surplombe le village s'appelle la Croix des Têtes (2 492 mètres).
La commune est traversée par deux torrents descendant du massif de la Vanoise et affluents de l'Arc en rive droite : le ravin Saint-Julien et le ruisseau de Claret.

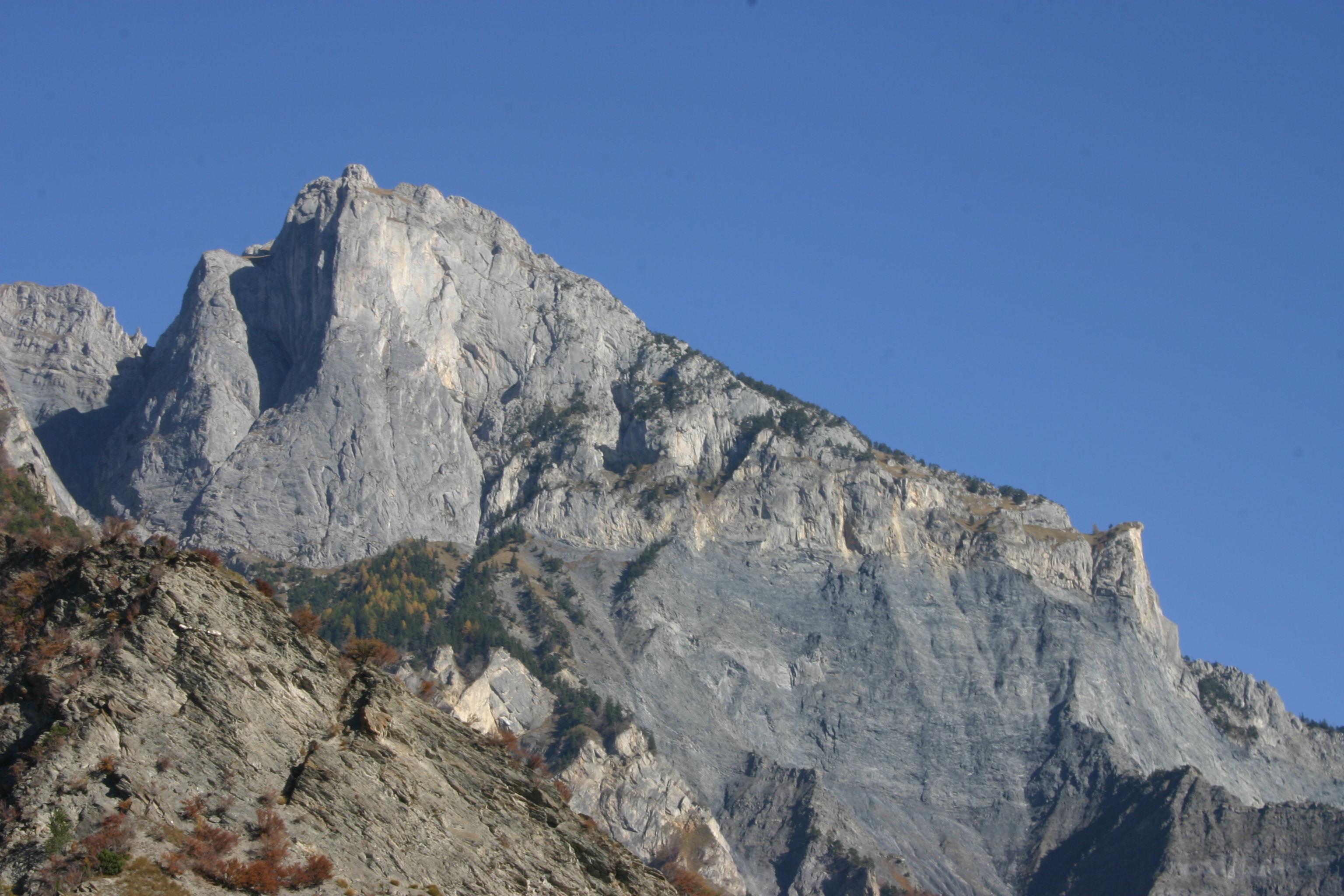
La Croix des Têtes vue depuis Saint-Julien dans la vallée.

### Communes limitrophes
| Hermillon                             | Saint-Martin-de-Belleville      | Les Belleville           |
| Saint-Jean-de-Maurienne (quadripoint) | Saint-Julien-Mont-Denis         | Saint-Martin-de-la-Porte |
| Villargondran                         | Montricher-Albanne (le Bochet), | Saint-Martin-de-la-Porte |

### Voies de communication et transports

#### Voies routières
- Départementale 1006 (ancienne RN 6).
- Autoroute A43.

#### Voies ferroviaires
Le village disposait d'une gare, la gare de Saint-Julien - Montricher (car desservant aussi la commune de Montricher-Albanne située sur le versant opposé de la vallée), mais elle est désormais fermée.
Entrée du tunnel Lyon Turin : l'entrée du tunnel principal se situera sur la commune.

### Village, hameaux
Villarclément, le Claret, Serpolière, le Costerg, Grenis, Montdenis, Tourmentier, les Essarts et les Fontaines.

## Urbanisme

### Typologie
Au 1er janvier 2024, Saint-Julien-Mont-Denis est catégorisée bourg rural, selon la nouvelle grille communale de densité à sept niveaux définie par l'Insee en 2022.
Elle appartient à l'unité urbaine de Saint-Julien-Mont-Denis, une agglomération intra-départementale regroupant deux  communes, dont elle est ville-centre,,. Par ailleurs la commune fait partie de l'aire d'attraction de Saint-Jean-de-Maurienne, dont elle est une commune de la couronne,. Cette aire, qui regroupe 26 communes, est catégorisée dans les aires de moins de 50 000 habitants,.

### Occupation des sols
L'occupation des sols de la commune, telle qu'elle ressort de la base de données européenne d’occupation biophysique des sols Corine Land Cover (CLC), est marquée par l'importance des forêts et milieux semi-naturels (88,6 % en 2018), en diminution par rapport à 1990 (91,1 %). La répartition détaillée en 2018 est la suivante : 
milieux à végétation arbustive et/ou herbacée (35,6 %), forêts (27,7 %), espaces ouverts, sans ou avec peu de végétation (25,4 %), zones industrielles ou commerciales et réseaux de communication (4,4 %), zones urbanisées (3,7 %), zones agricoles hétérogènes (1,6 %), prairies (1 %), eaux continentales (0,6 %).
L'IGN met par ailleurs à disposition un outil en ligne permettant de comparer l’évolution dans le temps de l’occupation des sols de la commune (ou de territoires à des échelles différentes). Plusieurs époques sont accessibles sous forme de cartes ou photos aériennes : la carte de Cassini (XVIIIe siècle), la carte d'état-major (1820-1866) et la période actuelle (1950 à aujourd'hui).

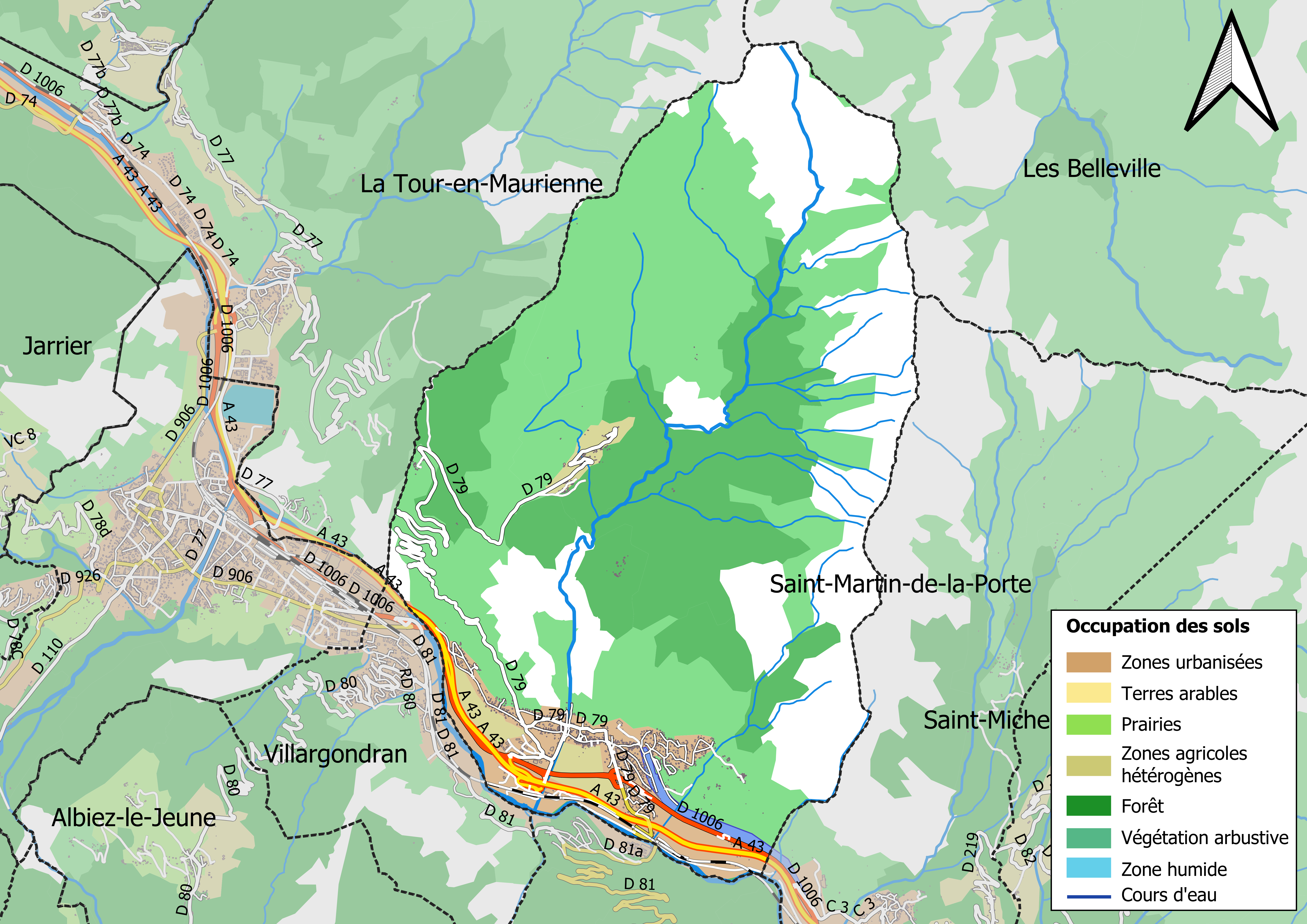
Carte des infrastructures et de l'occupation des sols en 2018 (CLC) de la commune.
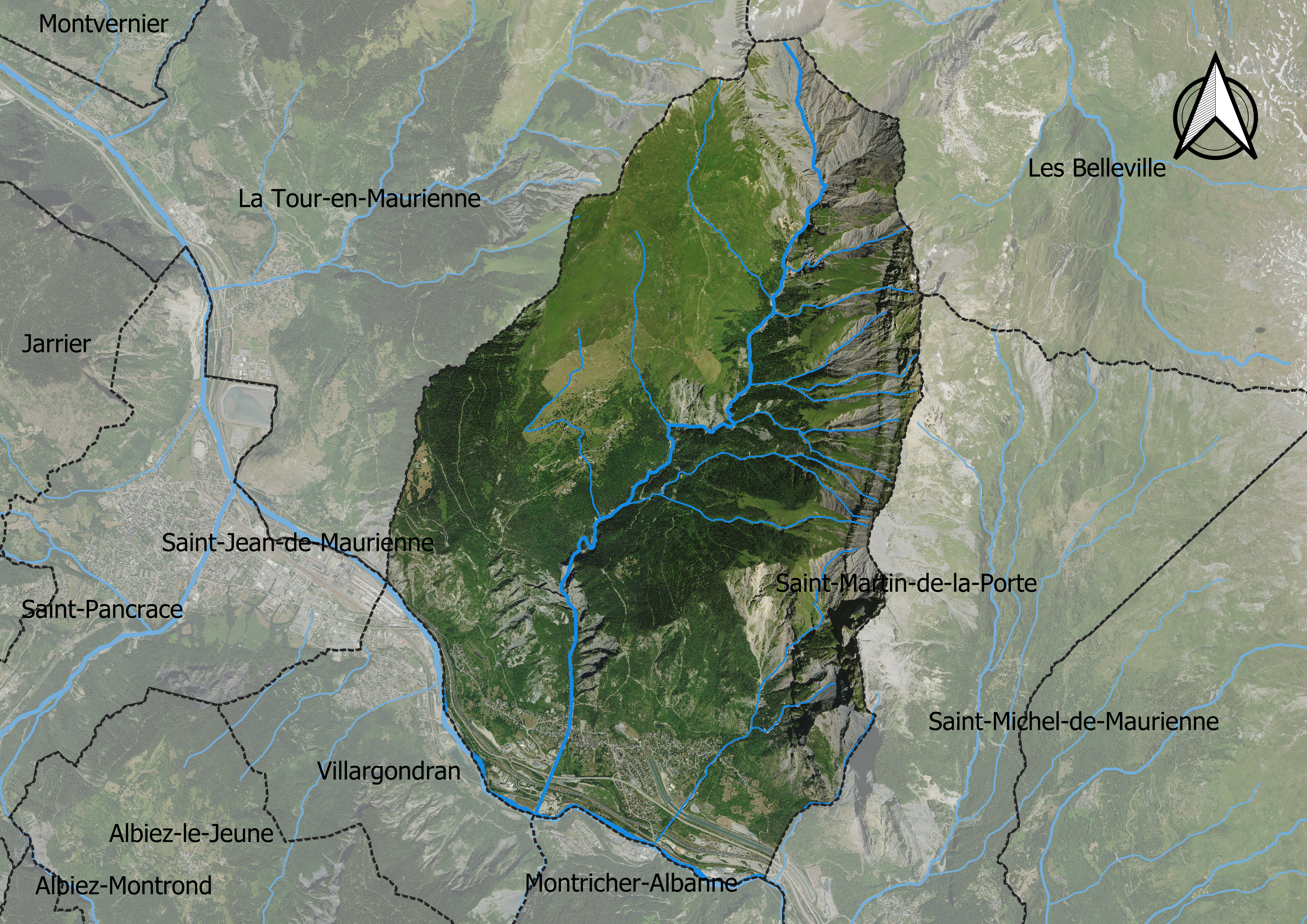
Carte orthophotogrammétrique de la commune.

## Toponymie
Saint-Julien-Mont-Denis est un toponyme composé à la suite de la fusion de la commune de Montdenis ou Mont-Denis et de celle de Saint-Julien-de-Maurienne, par arrêté préfectoral le 8 février 1965 (publié au J.O. le 15 février 1965),.
L'ancienne commune et paroisse de Saint-Julien porte le nom du saint Julien de Brioude, originaire du Dauphiné, et un martyr de l’Église. Les anciennes mentions sont Saint-Jelin ou encore Saint-Julien, puis Saint-Julien-en-Maurienne.
En francoprovençal, le nom de la commune s'écrit Sin Dlin, selon la graphie de Conflans.

## Histoire
À Montdenis furent trouvés au XIXe siècle des tombes de l'âge du fer (VIe/IIIe siècles av. J.-C.) contenant des bijoux fabriqués en Maurienne mais aussi d'autres provenant de l'Est de la France et d'Italie du Nord : ceci traduisait un commerce transalpin par le col du Montcenis.
En 1264, le comte Pierre II de Savoie (1203-1268) accorda au bourg sa franchise municipale.
Après une première invasion de charançons sur les vignes de la commune, en 1545, une nouvelle invasion a lieu en 1587. Les villageois firent alors un procès contre les charançons.... qui furent excommuniés,.

### Hommage
Le 5 septembre 1944, Marcel Borjon, âgé de 45 ans, père de trois enfants, habitant le Claret, mais travaillant à la gare de Modane, décide de rentrer chez lui en passant par la montagne car la vallée est sous le feu des Allemands et des maquisards. Il est abattu par les nazis entre les communes d'Orelle et de Saint-Michel-de-Maurienne, à 2 230 m, au lieu-dit du Grand Golet. Une plaque commémorative au-dessus des impacts de balles encore visibles, immortalise l'événement, ainsi qu'une autre plaque au mémorial de la Denise à Orelle, créé par l'association Orelle Patrimoine.

## Politique et administration

### Tendances politiques et résultats
André Sibué a été maire de Saint-Julien-Mont-Denis de 1983 à 2001. Au cours de ces années, André Sibué et son équipe municipale ont largement contribué au développement de la commune. Notamment : construction du boulodrome couvert, construction du gymnase et d'un court de tennis, construction du terrain de football, embellissement de la Tour et mise en place de la zone artisanale lors du dernier mandat.

### Liste des maires
| Période                                  | Période   | Identité         | Étiquette | Qualité |
| ---------------------------------------- | --------- | ---------------- | --------- | ------- |
| mars 1983                                | mars 1989 | André Sibué      | PS        |         |
| mars 1989                                | mars 1995 | André Sibué      | PS        |         |
| mars 1995                                | mars 2001 | André Sibué      | PS        |         |
| mars 2001                                | mars 2008 | Marc Tournabien  | PS        |         |
| mars 2008                                | mars 2014 | Marc Tournabien  | PS        |         |
| mars 2014                                | 2020      | Marc Tournabien  | PS        |         |
| 2020                                     | En cours  | François Rovasio |           |         |
| Les données manquantes sont à compléter. |           |                  |           |         |

### Jumelages
Villar Focchiardo (Italie)
- Site officiel de Villar Focchiardo
- Comité de jumelage

## Population et société

### Démographie
Les habitants de la commune sont appelés les Saint-Glenains et les Saint-Glenainches,.
L'évolution du nombre d'habitants est connue à travers les recensements de la population effectués dans la commune depuis 1793. Pour les communes de moins de 10 000 habitants, une enquête de recensement portant sur toute la population est réalisée tous les cinq ans, les populations de référence des années intermédiaires étant quant à elles estimées par interpolation ou extrapolation. Pour la commune, le premier recensement exhaustif entrant dans le cadre du nouveau dispositif a été réalisé en 2006.

En 2022, la commune comptait 1 510 habitants, en évolution de −7,13 % par rapport à 2016 (Savoie : +3,63 %, France hors Mayotte : +2,11 %).
| 1793 | 1800 | 1806 | 1822 | 1838 | 1848 | 1858 | 1861 | 1866 |
| ---- | ---- | ---- | ---- | ---- | ---- | ---- | ---- | ---- |
| 685  | 788  | 834  | 836  | 824  | 856  | 922  | 910  | 939  |

| 1872 | 1876  | 1881  | 1886  | 1891  | 1896  | 1901  | 1906  | 1911  |
| ---- | ----- | ----- | ----- | ----- | ----- | ----- | ----- | ----- |
| 951  | 1 093 | 1 122 | 1 217 | 1 205 | 1 286 | 1 492 | 1 554 | 1 305 |

| 1921  | 1926  | 1931  | 1936  | 1946  | 1954  | 1962  | 1968  | 1975  |
| ----- | ----- | ----- | ----- | ----- | ----- | ----- | ----- | ----- |
| 1 203 | 1 192 | 1 160 | 1 110 | 1 134 | 1 482 | 1 568 | 1 678 | 1 623 |

| 1982  | 1990  | 1999  | 2006  | 2011  | 2016  | 2021  | 2022  | - |
| ----- | ----- | ----- | ----- | ----- | ----- | ----- | ----- | - |
| 1 612 | 1 716 | 1 645 | 1 599 | 1 643 | 1 626 | 1 549 | 1 510 | - |

### Enseignement

#### Maternelle
École maternelle de Saint-Julien-Mont-Denis.

#### Primaire
École primaire de Saint-Julien-Mont-Denis.

### Manifestations
La course des Carrioles de la Croix des Têtes - fin aout

### Sports et loisirs
- L'Echo Ardoisier (École de musique, orchestre harmonique et chorale),
- Les Carrioles de la Croix des Têtes – Course de caisses à savon
- ASM Basket,
- Football Club « Les Loups »,
- Gymnastique volontaire,
- Le Pied à L'étrier (équitation),
- Les fous du volant (badminton),
- Amicale Laïque,
- Ski & Montagne.

## Économie
Carrières d'ardoise jusqu'en 1982.
Zone d'activités.

## Culture et patrimoine

### Patrimoine architectural

#### Période médiévale
Tour (a plus de 1000 ans).

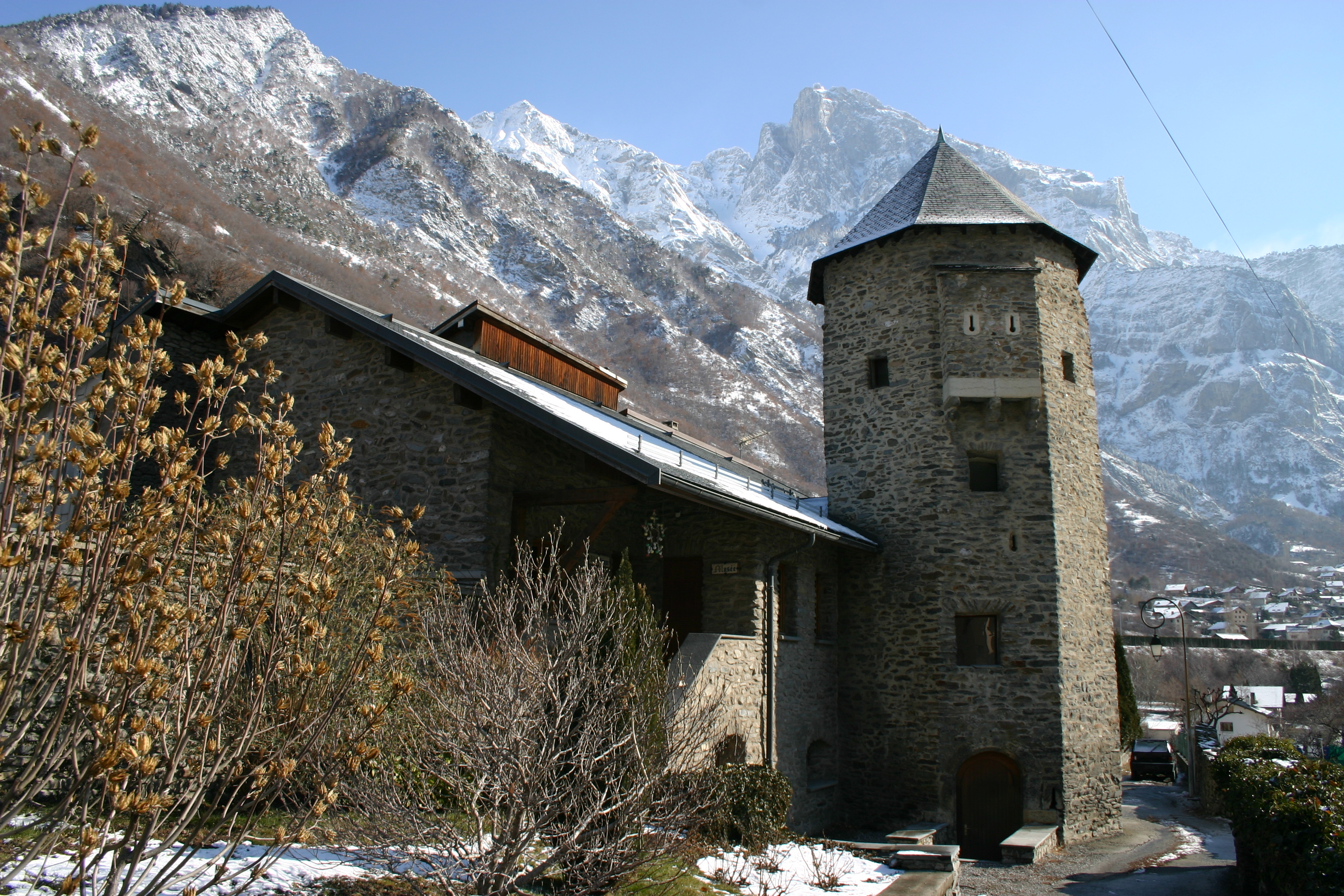
La tour de Saint-Julien.

Au début du siècle, les ardoises de Saint-Julien étaient connues pour leur grande qualité. En effet, une partie du village est située sur une couche géologique présentant des veines d'ardoises.
Le chemin des Ardoisiers : chemin au travers des carrières d'ardoise.

### Patrimoine environnemental

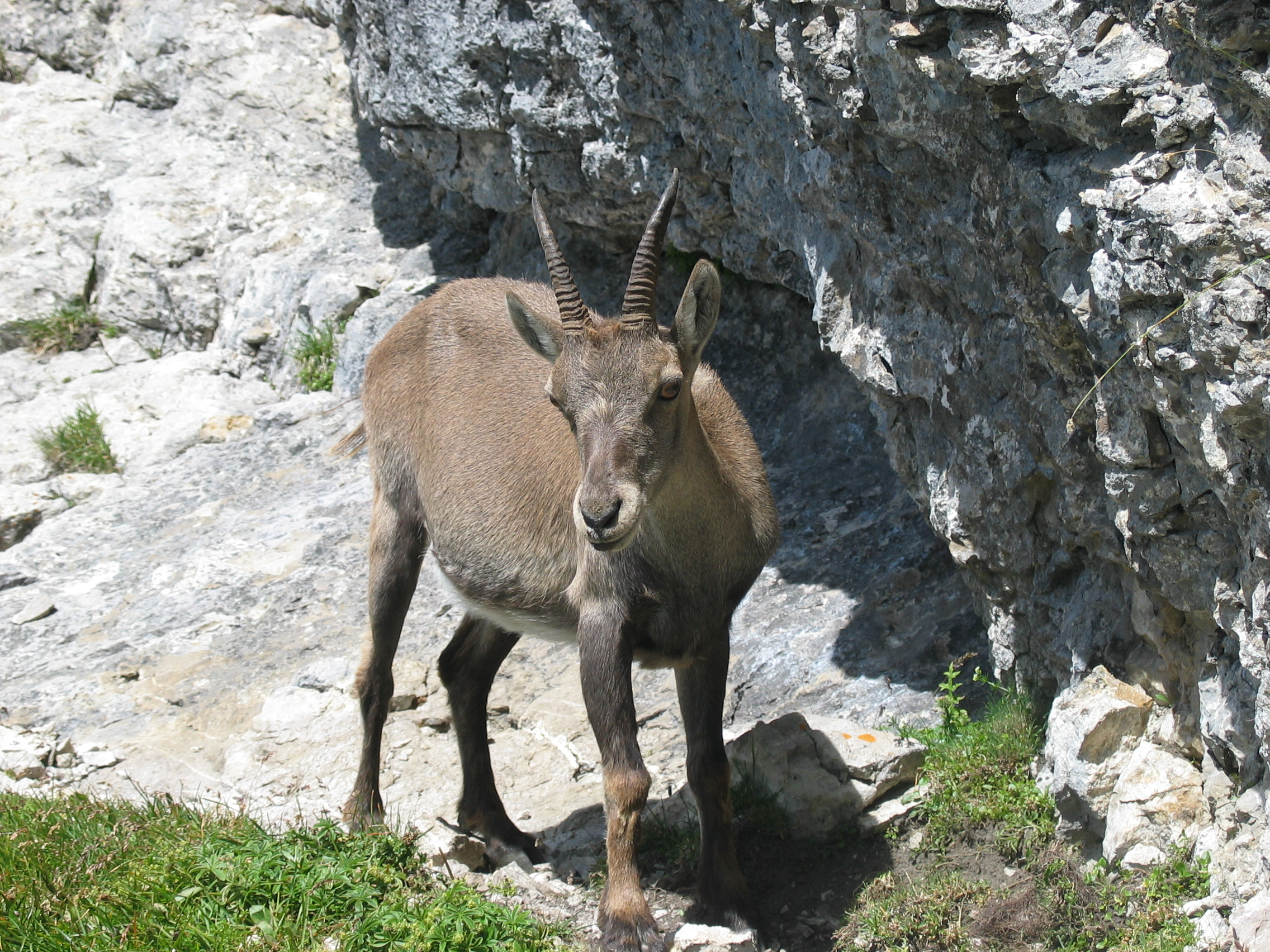
Bouquetin.

### Personnalités liées à la commune
- Paul Mougin (1866-1939), inspecteur général des eaux et forêts.